# Котељниково
Котељниково (рус. Котельниково) град је у Русији у Волгоградској области. Према попису становништва из 2010. у граду је живело 20428 становника.

## Становништво
| 1939.  | 1959.  | 1970.  | 1979.  | 1989.  | 2002.  | 2010.  |
| ------ | ------ | ------ | ------ | ------ | ------ | ------ |
| 15.460 | 17.605 | 19.063 | 20.171 | 20.328 | 19.656 | 20.428 |